# María Antonieta de las Nieves
María Antonieta de las Nieves Gómez Rodríguez (Ciudad de México, 22 de diciembre de 1946) es una actriz de cine, televisión y doblaje mexicana. Es conocida principalmente por haber interpretado a los personajes de la Chilindrina y Doña Nieves, en la serie El Chavo del 8.
Gracias a sus caracterizaciones como la Chilindrina, en 2021, fue reconocida con un récord Guinness por la carrera profesional más larga interpretando al mismo personaje, en ese entonces, con un total de 48 años.

## Biografía y carrera

### 1946-1967: primeros años e inicios actorales
María Antonieta de las Nieves Gómez Rodríguez nació el 22 de diciembre de 1946 en Ciudad de México, siendo hija de Estanislao Gómez y Deifilia Rodríguez. Inició su carrera artística a los tres años de edad, ingresando a una academia de ballet. Posteriormente, a los seis años fue inscrita en la Academia de Andrés Soler, una institución especializada en actuación perteneciente a la Asociación Nacional de Actores (ANDA). Ahí, conoció a las actrices Carmen Montejo y Prudencia Grifell, quienes se dieron cuenta de sus habilidades histriónicas. Dicho encuentro la llevó a ser recomendada a productores por ambas artistas, y de esta forma, hizo su debut actoral en 1957, participando con un papel secundario en Pulgarcito, una película infantil estrenada en 1958. El mismo año, debutó en televisión participando en Senda prohibida, la primera telenovela producida en México. Tres años después, intervino en dos telenovelas más que la establecieron como actriz, La Leona y Estafa de amor, ambas de 1961.

### 1967-1970: doblaje
Luego de un breve descanso profesional, a mediados de los sesenta firmó un contrato con la compañía de doblaje Cinematográfica Interamericana S. A. (CINSA), para la que entre 1967 y 1968, realizó su primer doblaje con la primera versión a blanco y negro del anime Perman. De esta manera se desempeñó como actriz de doblaje a tiempo completo hasta 1970, tiempo en el que dio voz a varios personajes en caricaturas, películas y series extranjeras, entre ellos Dorothy Gale en The Wizard of Oz, Lucero Sonico en The Jetsons, Pebbles Picapiedra en The Flintstones, Eddie Munster en The Munsters, Tabitha (Tabatha) Stephens en Bewitched, Wednesday Addams en The Addams Family, Barbara Gordon / Batgirl en Batman, Señorita Cometa en Kometto-san, Invisible Girl - Susan Storm Richards en The Fantastic Four, entre otras.

### 1971-1994: trabajos con Roberto Gómez Bolaños
En 1970, se integró al reparto de Los supergenios de la mesa cuadrada, una serie de televisión de comedia dirigida por Roberto Gómez Bolaños. Con este último, ya había colaborado anteriormente en El ciudadano Gómez de 1968, programa en el que debutó al personaje de la Chilindrina. Más tarde, siguió trabajando con él en series como Chespirito y la mesa cuadrada y Chespirito, las dos de 1971, así como El Chapulín Colorado de 1973. Sin embargo, ese mismo año, se estrenó El Chavo del 8, la serie de Roberto con la que logró el renombre internacional y la consagración artística interpretando nuevamente a la Chilindrina. No obstante, al poco tiempo de iniciar transmisiones, abandonó El Chavo 8 para presentar un programa llamado Pampa Pipiltzin en 1974, el cual no tuvo ningún éxito. Siendo así, en 1975, regresó a trabajar con Bolaños, retomando sus papeles anteriores en todas las series mencionadas. También en 1975, colaboró en uno de los primeros trabajos con stop-motion realizados en México, dando voz a Penelope en La Odisea de los Muñecos, una película realizada con marionetas adaptando para niños el poema, Odisea de Homero.
Aprovechando su notoriedad, intentó perseguir fama con otro proyecto personal, una comedia de situación llamada La Familia de las Nieves, la cual fue un fracaso comercial y solo se emitió un episodio piloto. Fue así que siguió laborando en conjunto con Roberto hasta 1994, año en que concluyó la producción de sus programas, lo que la llevó a seguir su carrera en solitario.

### 1994-presente: vida y proyectos posteriores
En 1994, fue invitada a protagonizar la serie Aquí está la Chilindrina, la cual cesó sus transmisiones en 1995. Según varios reportes periodísticos, justo en ese año, hizo un registro de propiedad intelectual a su nombre para matricular a la Chilindrina, sin antes consultarle dicha acción a Roberto Gómez Bolaños, el creador del personaje. En sus propias palabras, así fue como sucedió este hecho:

«Fui y dije: quiero registrar un personaje que se llame la 'Chili'. Abren unos libros y me dicen que hace 15 años no se renuevan los derechos de ninguno de los personajes y se tienen que renovar cada 5 años y está libre. Me dicen: ‘si quieres los puedes registrar todos’. Registré la Chilindrina y ya todo el mundo sabía en 1995 que yo lo había registrado y que yo podía hacer con ella lo que quisiera.»

En torno a los derechos del personaje, sus acciones provocaron una lucha legal de varios años con Bolaños, así también como su inminente distanciamiento profesional y la ruptura de su amistad. En una entrevista de 2021, declaró que antes de la muerte de Roberto en 2014, intentó acercarse a él para hacer las paces, pero nunca se lo permitieron y jamás pudieron volver a hablarse.
En 2012, prestó su voz para Vanellope von Schweetz, uno de los personajes principales de la película animada de Disney, Wreck-It-Ralph.
En octubre de 2017, grabó Antes de Once estaba la Chilindrina en Stranger Things, un cortometraje que realizó como la Chilindrina para la plataforma de streaming Netflix con la finalidad de promocionar en Latinoamérica la segunda temporada de la serie de televisión estadounidense, Stranger Things.
Tras seis años alejada de la televisión, en septiembre de 2024, se estrenó Mamá Cake, una serie de streaming producida por Disney+ Latinoamérica en la que interpretó el papel de Aurelia.

## Legado
En noviembre de 2021, María Antonieta de las Nieves obtuvo un reconocimiento por su trayectoria como la actriz con la carrera profesional más larga interpretando al mismo personaje infantil, la Chilindrina, personificándolo durante cuarenta y ocho años y doscientos sesenta y un días. Dicho periodo de tiempo se contabilizó desde el 20 de junio de 1971, hasta el 6 de marzo de 2020.
Asimismo, Carlos Tapia, encargado de entregar los Guinness World Records declaró: «La Chilindrina es un personaje muy reconocido en diversos países de Latinoamérica y el mundo. La experiencia y amplia trayectoria es incuestionable, ya que, durante décadas, generaciones, tras generaciones crecieron y disfrutaron de su personaje».

### Personificaciones
En 2025, la actriz mexicana Paola Montes de Oca la personificó en Chespirito: sin querer queriendo, una serie biográfica sobre la vida y carrera de Roberto Gómez Bolaños. Paola recibió el asesoramiento de María Antonieta para darle más credibilidad a su actuación, ya que se le invitó a formar parte de la producción. Además, en el episodio 6 titulado «El precio de la fama», hizo un cameo dando vida a una secretaria.

### Videojuegos
| Año  | Título           | Notas                                                      | Ref.                 |
| ---- | ---------------- | ---------------------------------------------------------- | -------------------- |
| 2003 | Street Chaves    | Como la Chilindrina (Chiquinha) / Doña Nieves (Dona Neves) | [ 32 ] [ 33 ] [ 34 ] |
| 2022 | Street Chaves II | Como la Chilindrina (Chiquinha) / Doña Nieves (Dona Neves) | [ 35 ]               |

## Filmografía

### Cine
| Año  | Título                                                 | Papel                             | Notas                                         |
| ---- | ------------------------------------------------------ | --------------------------------- | --------------------------------------------- |
| 1957 | Pulgarcito                                             | Flor                              |                                               |
| 1967 | Un novio para dos hermanas                             | Desconocido                       |                                               |
| 1970 | El amor de María Isabel                                | Rosa Isela                        |                                               |
| 1978 | El Chanfle                                             | Diana / Doña Nieves               |                                               |
| 1982 | El Chanfle 2                                           | Diana / Doña Nieves               |                                               |
| 1983 | El más valiente del mundo                              | Esposa del valiente               |                                               |
| 1983 | Secuestro en Acapulco                                  | Carlota                           |                                               |
| 1983 | Don ratón y don ratero                                 | Minina, ratona                    |                                               |
| 1984 | Charrito                                               | Estrellita Pérez                  |                                               |
| 1990 | Sor Batalla                                            | Sor Carmencia Guadalupe «Batalla» |                                               |
| 1994 | La Chilindrina en apuros                               | La Chilindrina / Doña Nieves      |                                               |
| 2017 | Antes de Once estaba la Chilindrina en Stranger Things | La Chilindrina                    | Cortometraje promocional para Stranger Things |

### Doblaje
| Año de trabajo | Título                      | Papel                                 | Actriz / actor doblado         | Notas                                             |
| -------------- | --------------------------- | ------------------------------------- | ------------------------------ | ------------------------------------------------- |
| 1939           | The Wizard of Oz            | Dorothy Gale                          | Judy Garland                   | Doblaje realizado en 1969                         |
| 1967–1968      | Perman (パーマン Pāman?)    | Mitsuo Suwa                           | Katsue Miwa                    | Doblaje parcialmente perdido                      |
| 1962–1963      | The Jetsons                 | Lucero Sonico                         | Janet Waldo                    |                                                   |
| 1963–1966      | The Flintstones             | Pebbles Picapiedra                    | Jean Vander Pyl                |                                                   |
| 1964–1965      | Johnny Quest                | Hadji                                 | Danny Bravo                    |                                                   |
| 1964–1966      | The Munsters                | Eddie Munster                         | Butch Patrick                  |                                                   |
| 1964–1972      | Bewitched                   | Tabatha Stephens / Tabitha Stephens   | Erin Murphy                    |                                                   |
| 1965–1966      | The Addams Family           | Wednesday Addams                      | Lisa Loring                    |                                                   |
| 1965–1968      | Lost in Space               | Penny Robinson                        | Angela Cartwright              |                                                   |
| 1965–1970      | Get Smart                   | Voces adicionales                     | Varios artistas                |                                                   |
| 1965–1970      | I Dream of Jeannie          | Voces adicionales                     | Varios artistas                |                                                   |
| 1966–1968      | Batman                      | Barbara Gordon / Batgirl              | Yvonne Craig                   |                                                   |
| 1966–1971      | Family Affair               | Buffy Davis / Jody Davis              | Anissa Jones / Johnny Whitaker |                                                   |
| 1967–1968      | Kometto-san                 | Tonko Komatsubara / Señorita Cometa   | Actriz desconocida             | Doblaje original Episodio once: «La niña extraña» |
| 1967–1968      | The Fantastic Four          | Invisible Girl / Susan Storm Richards | Jo Ann Pflug                   |                                                   |
| 1970           | The Phantom Tollbooth       | Milo                                  | Butch Patrick                  |                                                   |
| 1974–1983      | Little House on the Prairie | Willie Oleson                         | Jonathan Gilbert               |                                                   |
| 1975           | La odisea de los muñecos    | Penelope                              | Ella misma                     |                                                   |
| 1997           | Conan the Adventurer        | High Priestess                        | Katie Barberi                  | Temporada 1, episodio 5: «A Friend in Need»       |
| 2012           | Wreck-It-Ralph              | Vanellope von Schweetz                | Sarah Silverman                |                                                   |

### Televisión
| Año       | Título                              | Papel                              | Notas                                                 |
| --------- | ----------------------------------- | ---------------------------------- | ----------------------------------------------------- |
| 1958      | Senda prohibida                     | Dalia                              |                                                       |
| 1961      | La Leona                            | María de niña                      |                                                       |
| 1961      | Estafa de amor                      | Desconocido                        |                                                       |
| 1966      | Sábados de la fortuna               | Varios personajes                  |                                                       |
| 1968      | El ciudadano Gómez                  | La Chilindrina                     |                                                       |
| 1969      | Corazón de dos ciudades             | Carmencha                          |                                                       |
| 1970–1971 | Los supergenios de la mesa cuadrada | La Mococha Pechocha, otros         |                                                       |
| 1971      | Chespirito y la mesa cuadrada       | La Mococha Pechocha, otros         |                                                       |
| 1971–1994 | Chespirito                          | La Chilindrina / Varios personajes |                                                       |
| 1973–1979 | El Chapulín Colorado                | Varios personajes                  |                                                       |
| 1973–1979 | El Chavo del 8                      | La Chilindrina / Doña Nieves       |                                                       |
| 1974      | Pampa Pipiltzin                     | Pampita                            |                                                       |
| 1974      | Mundo de juguete                    | Alda                               |                                                       |
| 1979      | La Chicharra                        | Presentadora, otros                |                                                       |
| 1981      | La Familia de las Nieves            | Varios personajes                  | Solo se transmitió un episodio piloto                 |
| 1983–1984 | Sabadito Alegre                     | Presentadora                       |                                                       |
| 1994      | Aquí está la Chilindrina            | La Chilindrina                     |                                                       |
| 1998      | Preciosa                            | La Chilindrina                     |                                                       |
| 2000      | Cero en conducta                    | La Chilindrina                     |                                                       |
| 2002      | XHDRBZ                              | La Chilindrina                     |                                                       |
| 2003      | La jaula                            | La Chilindrina                     | Aparición especial                                    |
| 2005      | Sueños y caramelos                  | Antonieta de Monraz                |                                                       |
| 2007      | Skimo                               | La Chilindrina                     |                                                       |
| 2007      | Dame chocolate                      | Dulce Amado                        |                                                       |
| 2011      | Amar de nuevo                       | Gardenia                           |                                                       |
| 2012      | Mira quién baila                    | Ella misma                         | Concursante en la Tercera temporada                   |
| 2013      | Un nuevo día                        | La Chilindrina                     | Aparición especial                                    |
| 2018      | Cantadisimo Junior                  | Presentadora y jueza               |                                                       |
| 2024      | Mamá Cake                           | Aurelia                            | Ocho episodios                                        |
| 2025      | Chespirito: sin querer queriendo    | Nancy                              | Cameo Temporada 1, episodio 6: «El precio de la fama» |